# Atotonilco el Alto (kommun)
Atotonilco el Alto är en kommun i Mexiko.   Den ligger i delstaten Jalisco, i den centrala delen av landet, 400 km väster om huvudstaden Mexico City.
Följande samhällen finns i Atotonilco el Alto:
- Atotonilco el Alto
- San Francisco de Asís
- Vistas del Maguey Fraccionamiento
- Margaritas
- Ojo de Agua de Morán
- Nuevo Valle
- Las Palmas
- San Joaquín
- La Angostura de los Altos
- Ciénega del Pastor
- Monte Largo
- El Refugio de los Altos
- La Estancia de Navarro
- Agua Fría
- Barranca del Aguacate
- La Soledad
- San Gaspar
- Unión de Guadalupe
- San Pedro de Fernández
- Las Juntas de los Ríos
- El Sopial
- La Raya
- Rinconada de Cristo Rey
- Los Laureles
- San Ángel